# シューマッハ (お笑い)
シューマッハは、サンミュージックプロダクションに所属する日本のお笑いコンビ。NSC東京校11期出身。

## 来歴
中村が『笑っていいとも!』（フジテレビ）の『ドヤテクZ』『ウルトラソウル選手権』コーナーなどで犬といった被り物を用いた動物ものまねにより出演し始めていた頃、中村はハッピーボーイズのメンバーだったものの相方・中嶋が「犬なんて出来るか」など中村に非協力的だったのもあり、しばらくしてハッピーボーイズは解散。同時期に五味の組んでいたコンビも解散、2人はNSCの同期であり仲も良かったこともあって2013年7月結成。コンビ名の由来はF1ドライバーのミハエル・シューマッハで、五味がF1好きだったことから付けられた。
最初は吉本興業東京本社（東京吉本、厳密には子会社のよしもとクリエイティブ・エージェンシー）に所属していたが、動物ものまねで注目を集めるようになっても仕事が増えず、更に「自分たちNSC11期生から上がヨシモト∞ホールから出される」みたいな話を聞いたことで、移籍を前提として各事務所のお笑いライブへ通い、その結果サンミュージックを選び2014年中に移籍。2024年7月には「アメリカズ・ゴット・タレント」に挑戦し、日本人コメディアン初のゴールデンブザーを獲得した（なお日本人の初獲得者は2015年の白A）。
ネタは、近年では動物の被り物などをしての「動物ものまね」が代表的となっている。。その他の普段のネタは主にコントを行っている。
2024年より漫才協会に入会した。

## メンバー
五味 侑也（ごみ ゆうや、1987年1月28日 - ）（38歳）
立ち位置は向かって左。
埼玉県出身、血液型B型。
趣味はテニス、F1グランプリ観戦、ロードバイク、オートバイ。特技は水泳、ボンゴ演奏。ディズニーが大好き。
アーク溶接、有機溶剤作業主任者、ボイラー技士、フォークリフト運転者、大型自動二輪車、中型自動二輪車、普通自動車の各免許を所持。
中学生の頃から女子アナ好きで、女子アナに会いたかったからということが芸人になった理由の1つ。お台場冒険王で開催された女子アナのトークライブに行ったり、「フジテレビクラブ」にも入っていた。中学生の時には高島彩と中野美奈子のファンだった。芸人になった理由としては他にも、フジテレビにハマったことで『はねるのトびら』に出演していたインパルス、キングコングをルミネtheよしもとで観て「ズキュンと来た」こともあったという。
中村 竜太郎（なかむら りゅうたろう、1987年2月5日 - ）(38歳)
香港出身、茨城県育ち。血液型B型。東京海洋大学海洋工学部卒業。
特技はポイ活、クイズ、ピアノ演奏、そろばん。
カズレーザークイズ会所属。チョコレートが大好物。
組む以前は中嶋勇樹と「ハッピーボーイズ」というコンビを組んでいた。
珠算・電卓実務検定二段、書道二段、日本漢字能力検定準1級、FP3級、実用英語技能検定3級、普通自動車の各免許を所持。
芸人になった理由は太田光（爆笑問題）に憧れていたことと、M-1グランプリでチャンピオンになりたかったから。
中村は五味に「人として何かが欠けている」「天然で、空気を読むことが出来ず、いつ暴発するかハラハラしている」などと評価されている。
イケメンと評される。
ウエスPとは互いに長きにわたる戦友という関係を築いている。
『笑っていいとも!』のオーディションには、最初自信のあった「でんぐり返ししながらチャーハンを食べる」という芸を披露したが、チャーハンが散乱しただけで全然ウケず、そこで“保険”としてもう一つ用意していた全身タイツで犬の被り物を被ってネタをやったら、こちらの方ががすごくウケたという。

## 出演

### テレビ
- 森田一義アワー 笑っていいとも!（フジテレビ）- 『ドヤテクZ』コーナー、『勝ち抜きウルトラソウル選手権』コーナー
- 笑っていいとも!増刊号（フジテレビ）
- おはスタ（テレビ東京）- 中村のみ
- 世界衝撃映像100連発 カメラが見た劇的瞬間（TBS）- 中村のみ
- バカソウル（テレビ東京）- 中村のみ
- うつけもん（フジテレビ）- 2014年8月13日
- お願い!モーニング（テレビ朝日）- 『15秒で目が覚める一発ギャグランキング』コーナー、中村のみ
- 水曜日のダウンタウン（TBS）- 2015年8月5日、中村のみ
- 笑いのゴッドファーザー オレたちに頭を下げさせろ（日本テレビ）- 2015年10月5日
- ウソのような本当の瞬間!30秒後に絶対見られるTV（テレビ東京）- 不定期複数回出演
- サガラとキヨトの乃木坂ぷぷぷ（テレビ埼玉）-2015年10月25日
- ネプ&ローラの爆笑まとめ!2015（TBS） - 2015年11月28日
- ZIP!（日本テレビ）- 「1分動画笑」コーナー
- 第93回欽ちゃん&香取慎吾の全日本仮装大賞（日本テレビ） - エントリーナンバー25番で「愛犬自慢」を演じ、ユーモア賞を受賞。
- ダウンタウンなう本音でハシゴ酒 2時間SP（フジテレビ）- 2016年2月19日
- BOMBER-E （名古屋テレビ）- 2016年4月26日
- じわじわチャップリン（テレビ東京）
- ジャパカル＋（Dlife）
- ウチのガヤがすみません!（日本テレビ）- 2016年9月18日 他、レギュラー放送化後も不定期複数回出演
- くりぃむナンチャラ（テレビ朝日）- 2016年12月17日、中村のみ
- ぐるナイ!おもしろ荘 若手にチャンスを頂戴今年も誰か売れてSP（日本テレビ）- 2017年1月1日
- くりぃむしちゅー特番 芸能界最強!お笑いマニア王決定戦（テレビ朝日）- 2017年1月3日、中村のみ
- バクモン学園（テレビ朝日、2017年4月3日 - ）- レギュラー出演
- 特捜警察ジャンポリス（テレビ東京）- 2017年4月1日、2017年4月8日
- MATSUぼっち（フジテレビ）- 2017年4月14日
- 勇者ああああ（テレビ東京）- 2017年4月21日、2018年1月18日（五味のみ）、10月8日（五味のみ）
- 明石家地下王国（TBS）- 2017年7月12日
- シューイチ（日本テレビ）- 2017年8月20日
- 内村てらす（日本テレビ）- 2017年10月6日・13日・20日・27日、11月3日・10日、12月29日
- お笑いトレンディ夜会（BS朝日）- 2017年7月25日
- ピエール瀧のしょんないTV（静岡朝日テレビ）- 2017年11月3日
- とんねるずのみなさんのおかげでした（フジテレビ）- 2017年12月21日
- ビートたけしの映画小説大ヒットなのに日本はなぜ勲章をくれないのかTV（TBS）- 2017年12月28日
- わらたまドッカ〜ン（NHK Eテレ）- 2017年10月2日、2018年2月26日
- 有田Pおもてなす（NHK）- 2018年4月21日
- Qさま!!（テレビ朝日）-2018年5月14日　中村のみ
- パネルクイズ アタック25（朝日放送テレビ） - 2018年5月20日、中村が出場。パネル7枚を獲得するも、同点決勝で敗れて優勝を逃す。
- おはスタ（テレビ東京）- 2018年9月11日、12月18日
- スマートフォンデュ（テレビ朝日）-2018年10月26日
- 無料屋（テレビ朝日）- 2019年3月29日
- カミヒトエ!（テレビ朝日）- 2019年4月18日
- 超逆境クイズバトル!! 99人の壁（フジテレビ）- 2019年5月25日、6月8日、10月26日、2021年8月14日 中村のみ
- じゃじゃじゃじゃ〜ン!（フジテレビ）- 2019年7月27日、12月31日
- お願い!ランキング（テレビ朝日）- 2019年11月6日
- 水曜日のダウンタウン（TBS）史上最強のお笑いクイズ王決定戦! - 2019年12月25日、中村のみ
- この冬一番めぐり散歩!あったかパーク冬遊びガイド（テレビ東京）- 2019年12月7日
- 新shock感（テレビ東京）- 2019年12月29日
- スクール革命!（日本テレビ）- 2020年3月8日
- アッという間シアター（TBS）-2020年4月6日
- ブイ子のバズっちゃいな!（テレビ朝日）- 2020年12月25日
- 遊戯配信 e-Strangers（TOKYO MX）- 2021年4月17日
- マヂカルクリエイターズ（テレビ東京）- 2021年5月18日
- 白黒アンジャッシュ（千葉テレビ）- 2024年11月5日・12日放送
- アメリカズ・ゴット・タレント19

### 映画
- 闇金ウシジマくん ザ・ファイナル 2016年公開、五味のみ

### インターネット
- R藤本の水曜はじけてまざれ!（2011年9月1日・11月30日・12月28日、2012年3月7日）五味のみ
- Who's the Winner? 勝者は誰だ（DAZN）- #1, #2、五味のみ[12][13]
- モッピーチャンネル（YouTube）中村のみ

## 舞台
- 劇団アニメ座DB（新宿シアターモリエール、2013年3月2日、2回公演）五味のみ